# Calabiho–Yauova varieta

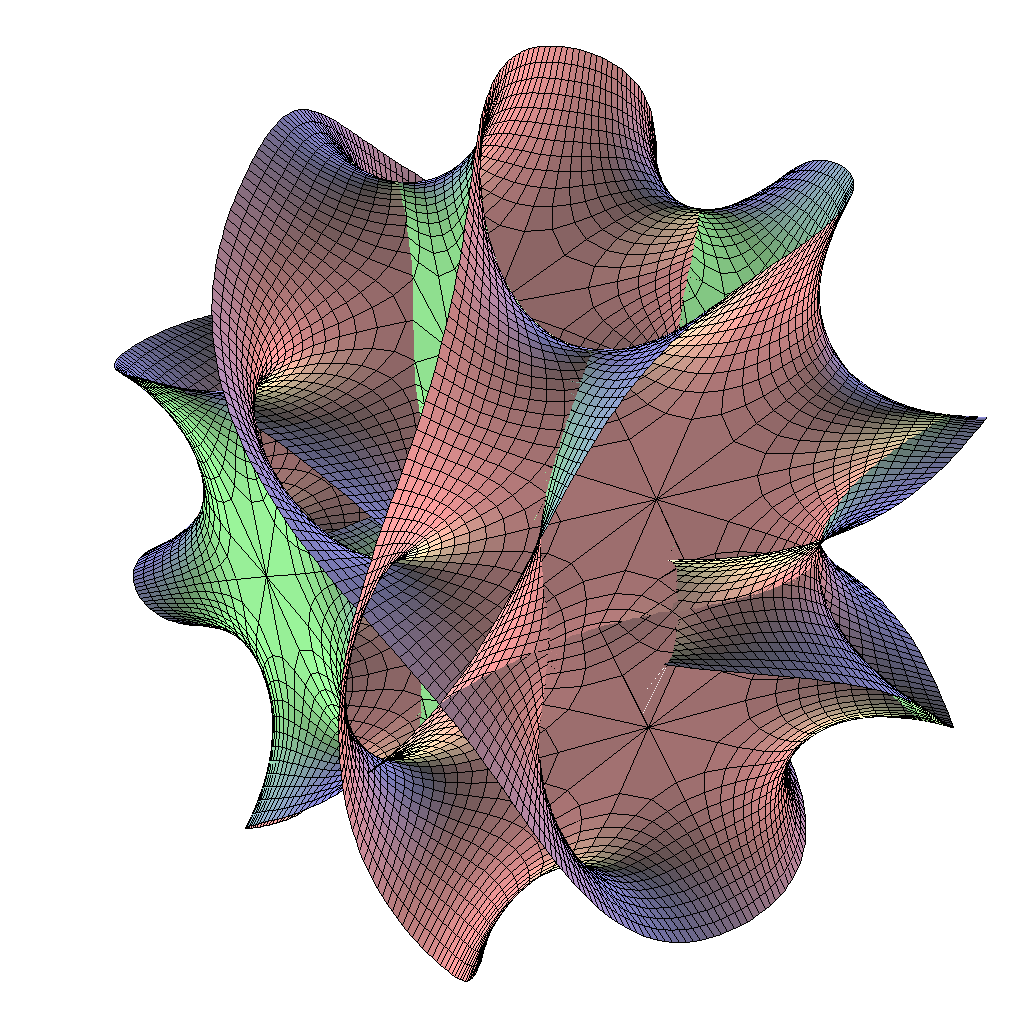
Model Calabiho–Yauovy variety

Calabiho–Yauova varieta (také Calabiho–Yauovy variety, Calabiho–Yauovy tvary, Calabiho–Yauovy prostory) je označení pro typ variety v algebraické geometrii. Má určité prvky stejné jako Ricciho plochá varieta, aplikuje se v teoretické fyzice. V teorii strun se klade na zřetel existence více dimenzí časoprostoru ve formě Calabiho–Yauovy variety o 6 rozměrech, kdy modelování vedlo k teorii o zrcadlení symetrie (zrcadlitá perspektiva).
Svůj název získala podle matematiků Eugenia Calabiho a Čchiou Čcheng-tunga.

## Fyzika

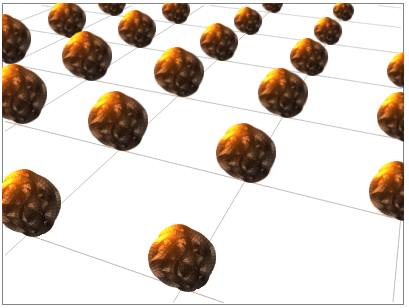
Kompaktní model skládání Calabiho–Yauových variet, dle strunivé teorie má vesmír dodatečné rozměry, svinuté do jednoho z Calabiho–Yauových tvarů

Calabiho–Yauovy variety jsou komplexní variety, kdy tvar na obrázku na vrchu je jen jeden z desetitisíců možných Calabiho–Yauových variet, které vyhovují přísným podmínkám kladených teorií strun na dodatečné rozměry. Ačkoli členství v kolektivu o desetitisících členů nezní příliš exkluzivně, je třeba je srovnávat s nekonečným množstvím tvarů, které jsou matematicky možné. Tedy v každém bodě obvykle trojrozměrného prostoru existuje dle strunové teorie šest dosud nepředvídaných rozměrů, pevně svinutých do jednoho ze složitě vyhlížejících tvarů. Tyto dimenze existují všude v prostoru, jehož jsou nedílnou součástí.  Je třeba brát na zřetel i omezení modelu, který se snaží znázornit šestirozměrný tvar na dvojrozměrné ploše, v tomto případě obrazovky, čímž dochází ke značnému zkreslení. Teoreticky jsou předpokládány možné manipulace s Calabiho–Yauovými prostory, matematické posloupnosti těchto manipulací se nazývají z angličtiny flopy (což lze přeložit asi jako skok, přesmyk, přechod).